# 李夏延
李夏延（1989年12月17日—），云南昆明人，中国男子游泳运动员。

## 生平
2012年，李夏延代表中国出戰英國倫敦舉行的奥林匹克运动会游泳比賽男子100米蛙泳賽事。